# Proporzec Marynarki Wojennej

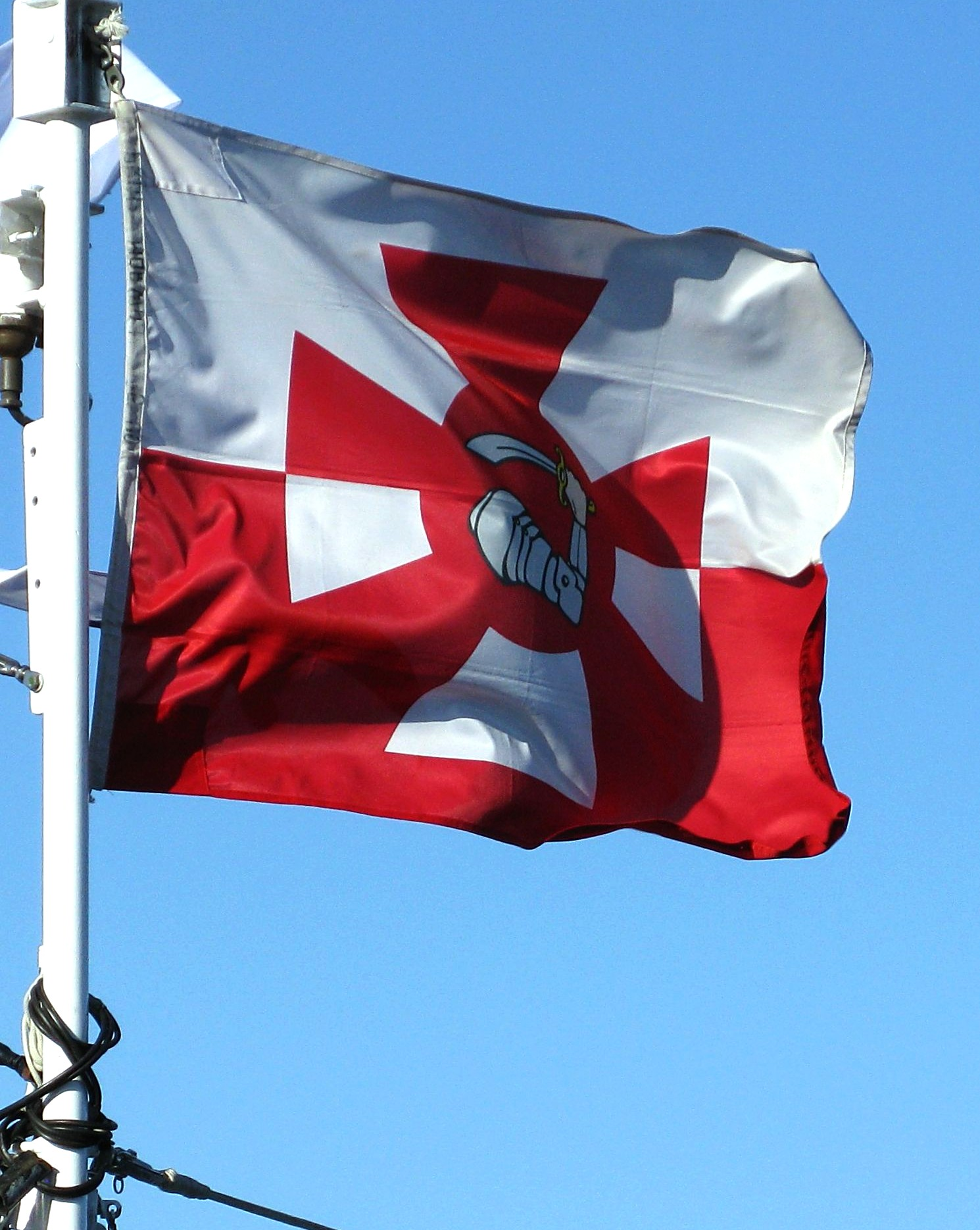
Proporzec Marynarki Wojennej RP na wietrze (wzór 1993).

Proporzec Marynarki Wojennej – proporzec dziobowy używany na okrętach Marynarki Wojennej Rzeczypospolitej Polskiej.

## Wygląd
Proporcem Marynarki Wojennej jest prostokątny płat tkaniny o barwach Rzeczypospolitej Polskiej. Stosunek szerokości płata do jego długości wynosi 5:6. Pośrodku płata jest umieszczony krzyż kawalerski. Jego ramiona położone na białym pasie są koloru czerwonego, a ramiona położone na pasie czerwonym – białego.  Pośrodku krzyża, w kręgu czerwonym, jest umieszczony wizerunek ręki z szablą. Ręka jest koloru cielistego, a szabla – koloru srebrnego, z żółtą rękojeścią. Ramię ręki jest ubrane w niebieski rękaw z żółtym przybraniem. Stosunek wysokości krzyża do szerokości płata wynosi 4:5.
Przepisy z 1919 roku wprowadzające proporzec Marynarki Wojennej opisały wizerunek rami jedynie jako „rękę z mieczem”, następnie dekret z 1927  jako „ramię zbrojne”, podobnie dekret z 1937 roku. Pod rządami wszystkich tych przepisów proporzec przedstawiał nagie ramię w niebieskim rękawie z żółtym przybraniem, co zostało sprecyzowane w tekście przepisów w 1959 roku. W okresie 1993-2025 proporzec według załącznika graficznego do ustawy przedstawiał rękę całą okutą w zbroję. We wszystkich wzorach ręka trzyma tasak morski.

## Historia i symbolika
Proporzec został wprowadzony w Polsce oficjalnie w 1919 roku. Proporzec Marynarki Wojennej, jako symbol męstwa i niezłomnego ducha bojowego załogi okrętu, nawiązuje do szczytnych dziejów i tradycji polskiego oręża na morzu. Proporzec Marynarki Wojennej podnosi się na okrętach wojennych na drzewcu dziobowym jednocześnie z podniesieniem bandery w niedzielę i święta, a także przy podnoszeniu gali banderowej. Na okrętach przebywających za granicą proporzec podnosi się codziennie wraz z banderą.
Symbolika proporca nawiązuje do znaku uważanego tradycyjnie za polską XVI-wieczną banderę kaprów królewskich z czasów Zygmunta II Augusta, przedstawiającego obnażone ramię trzymające uniesioną szablę. Według niektórych autorów, nie ma jednak dowodów na używanie takiej bandery przez kaprów Zygmunta II Augusta ani zatwierdzenie takiej bandery przez króla, a teza ta pojawiła się i została przyjęta w okresie międzywojennym bez uzasadnienia źródłowego. Mimo to, czerwona bandera z obnażonym ramieniem wyłaniającym się z niebieskiego obłoku, była uważana w piśmiennictwie zachodnioeuropejskim za polską banderę już pod koniec XVII wieku. Prawa ręka trzymająca miecz wyłaniająca się z obłoku oznaczała rękę boską (łac. Dextera Domini – prawica Pańska). Wizerunek ten został z biegiem czasu zinterpretowany jako ręka w niebieskim rękawie i tak został przyjęty w 1919 roku, bez rozpoznania jego właściwego znaczenia. Mimo to, proporzec w takiej postaci został następnie związany ze służbą i walką Marynarki Wojennej i stał się elementem jej tradycji, do którego powrócono także w okresie powojennym po 1959 roku. Zmiana formy ramienia na okute zbroją dokonana w 1993 roku, stała się przedmiotem krytyki publicystów morskich, jako bezpodstawna i zrywająca z tradycją. Przy pracy nad ostatnią ustawą w uzasadnieniu powołano się na rzekome wywodzenie się uzbrojonego ramienia z wzorów niemieckich i zastąpienie go „dobrze tkwiącym w polskiej tradycji heraldycznej zbrojnym ramieniem” (herb Pogonia). Zmiana ta wprowadziła przy tym jeszcze dalsze odejście od pierwotnej symboliki znaku.
W 2025 przywrócono przedwojenny wzór Proporca Marynarki Wojennej.

## Warianty na przestrzeni lat

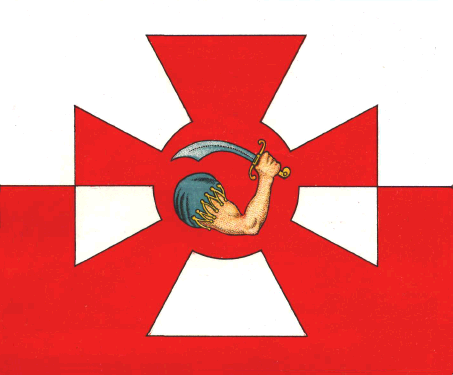
Proporzec MW RP 1919-1945
Proporzec MW RP / PRL 1946-1955[7] (de facto do 1959)
Proporzec MW PRL 1955-1959 (de iure)
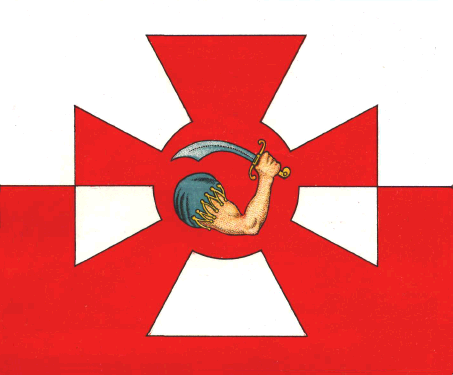
Proporzec MW PRL / RP 1959-1993
Proporzec MW RP 1993-2025
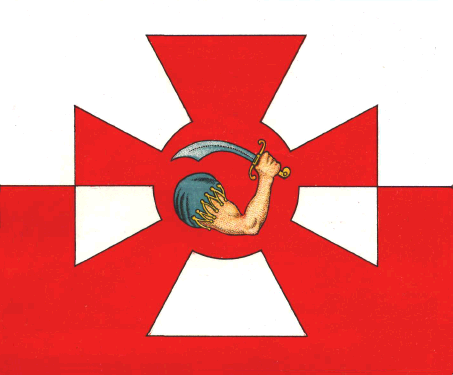
Proporzec MW RP od 2025